# Amt Störmede
Das Amt Störmede war ein Amt im Kreis Lippstadt in Nordrhein-Westfalen. Im Rahmen der nordrhein-westfälischen Gebietsreform wurde das Amt zum 1. Januar 1975 aufgelöst. Sein Gebiet gehört heute zum Kreis Soest.

## Geschichte
Im Kreis Lippstadt wurden in den 1820er Jahren die historischen Schultheißenbezirke des ehemaligen Herzogtums Westfalen zu Bürgermeistereien zusammengefasst. Dabei entstand auch die Bürgermeisterei Geseke. Als die Stadt Geseke 1837 die „Preußische Revidierte Städteordnung“ erhielt und dadurch aus der Bürgermeisterei Geseke ausschied, wurde aus dem Rest der Bürgermeisterei die Landbürgermeisterei Geseke gebildet.
Im Rahmen der Einführung der Landgemeindeordnung für die Provinz Westfalen wurde 1843 aus der Landbürgermeisterei Geseke das Amt Störmede gebildet. Es umfasste zunächst die Gemeinden Bönninghausen, Ehringhausen, Ermsinghausen, Langeneicke, Mönninghausen und Störmede.
1845 kamen die Gemeinden Bökenförde, Dedinghausen, Esbeck und Rixbeck aus dem Amt Anröchte zum Amt Störmede hinzu.
1898 wurde im Amt der Gutsbezirk Eringerfeld eingerichtet. 1928 entstand aus ihm die Gemeinde Eringerfeld.
Durch das Münster/Hamm-Gesetz wurde das Amt Störmede zum 1. Januar 1975 aufgelöst. Sein Rechtsnachfolger ist die Stadt Geseke im Kreis Soest. Bökenförde, Dedinghausen, Esbeck und Rixbeck kamen zur Stadt Lippstadt, alle übrigen Gemeinden zur Stadt Geseke.

## Gemeinden (Stand 1974)
1. Bökenförde
2. Bönninghausen
3. Dedinghausen
4. Ehringhausen
5. Eringerfeld
6. Ermsinghausen
7. Esbeck
8. Langeneicke
9. Mönninghausen
10. Rixbeck
11. Störmede